# Quelques jours pas plus
Pour plus de détails, voir Fiche technique et Distribution.
Quelques jours pas plus est une comédie dramatique française réalisée par Julie Navarro et sortie en 2024, adaptation du roman de Marc Salbert dénommé "De l'Influence du lancer de minibar sur l'engagement humanitaire" publié en 2015 sous Le Dilettante.

## Synopsis
Relégué journaliste de terrain, Arthur, ancien critique musical, se retrouve blessé en couvrant l'évacuation d'un camp de migrants à Paris. Il tombe alors amoureux de Mathilde, une responsable d'association caritative et accepte d'accueillir le jeune afghan Daoud.

## Fiche technique
Sauf indication contraire, les informations mentionnées dans cette section peuvent être confirmées par les bases de données cinématographiques IMDb et Allociné,  présentes dans la section « Liens externes ».
- Titre original : Quelques jours pas plus
- Réalisation : Julie Navarro
- Scénario : Marc Salbert et Julie Navarro
- Musique : Arnaud Rebotini
- Décors :  Marie-Hélène Sulmoni
- Costumes : Cécile Guiot
- Photographie : Sylvestre Dedise
- Son :
- Montage : Julia Grégory
- Production :
  - Production déléguée : Agnès Vallée et Emmanuel Barraux
  - Coproduction : Raphaël Carassic et Pierre Rambaldi
- Sociétés de production : 31 Juin Films
- Société de distribution : Charades et BAC Films
- Budget : 3,7 millions d'euros
- Pays de production :  France
- Langue originale : français
- Format :
- Genre : Comédie dramatique
- Durée : 103 minutes
- Dates de sortie :
  - France : 3 avril 2024

## Distribution
- Benjamin Biolay : Arthur
- Camille Cottin : Mathilde
- Amrullah Safi : Daoud
- Makita Samba : Hassan, le photographe
- Loula Bartilla Besse : Emily, la fille d'Arthur
- Olivier Charasson : Allan
- Saadia Bentaïeb : Christine
- Andranic Manet : Pablo
- Jérémy Gillet : Jérémy
- Brahim Koutari : Karim
- Soumaye Bocoum : Soumaye
- Hippolyte Girardot : Laurent, le patron d'Arthur
- Valérie Crouzet : Juliette, la femme de Laurent
- Florence Deffrennes : la pharmacienne
- Claudine Vigreux : la fonctionnaire de la préfecture
- Alicia Bader : une journaliste de L'Époque
- Édouard Deluc : un journaliste de L'Époque
- Morgan Menu (non crédité, figuration dans le bar)
- Geoffrey Bon (non crédité, figuration dans le bar)

## Accueil critique
Le film reçoit un bon accueil critique presse, comme le prouve le site AlloCiné qui recense une note moyenne de 3,5 sur 5 pour 27 critiques presse. Pour Le Point, le film « oscille entre le drame militant et la comédie guimauve », les acteurs ne semblant pas très convaincus par leurs personnages. Télérama juge que le film jette un « regard ironique sur les bonnes actions des bobos » et L'Obs loue une « comédie sociale réussie ».
L'accueil spectateurs fait ressortir une note moyenne de 3 sur 5 sur 576 spectateurs sur le site AlloCiné.
D'après l'Humanité, le film est ciblé par la fachosphère qui dépose des commentaires injurieux sur Allociné, entraînant un communiqué de la part de la Société des réalisatrices et réalisateurs de films.

## Box office
Il sort en France le 3 avril 2024, il réalise 5 826 entrées pour sa première journée.
Pour sa première semaine, il cumule 28 201 entrées.
Le film cumule 39 109 entrées au 20 avril 2024.

## Palmarès
Le film obtient le Swan d'Or du Meilleur Premier Film au Festival du Film de Cabourg en juin 2024,. Il fait partie de la selection du San Diego French Film Festival 2025 organisé par l'Alliance Française de San Diego.